# Uroactinidae
Uroactinia
Famille
Genre
Uroactinia est le seul genre des Uroactinidae Hirschmann & Zirngiebl-Nicol, 1964, près de 60 espèces en deux sous-genres sont connues.

## Classification
- Uroactinia Zirngiebl-Nicol, in Sellnick 1958
  - Uroactinia (Uroactinia) Zirngiebl-Nicol, in Sellnick 1958
  - Uroactinia (Chiropturopoda) Sellnick, 1958